# Chlorosterrha
Chlorosterrha is een geslacht van vlinders van de familie spanners (Geometridae), uit de onderfamilie Geometrinae.

## Soorten
- C. dichroma (Felder & Rogenhofer, 1875)
- C. monochroma Prout, 1912
- C. semialba (Swinhoe, 1906)